# Магнезијум пероксид
Магнезијум пероксид је магнезијумов пероксид беле боје. Он је по физичким и хемијским особинама калцијум пероксиду. Користи се као дезинфекционо средство, а користи се и као парфем

## Употреба
Магнезијум пероксид се користи у козметици, агрикултури, фармацији.